# بودلا
بودلا، روستایی از توابع بخش چنگ الماس شهرستان بیجار در استان کردستان ایران است.بودلا به معنی خانه و زیستگاه از ریشه بودن به معنی زیستن است.

## جمعیت
این روستا در دهستان خسروآباد قرار دارد و براساس سرشماری مرکز آمار ایران در سال ۱۳۸۵، جمعیت آن ۱۸۴ نفر (۴۲خانوار) بوده‌است.